# Jordan Romero
Jordan Romero (* 12. Juli 1996 in Big Bear Lake, Kalifornien) ist ein US-amerikanischer Bergsteiger.

## Leben
Inspiriert durch ein Wandgemälde seiner Schule, welches die sieben höchsten Berge der sieben Kontinente zeigt, hatte sich Romero zum Ziel gesetzt, den jeweils höchsten Berg auf allen sieben Kontinenten zu ersteigen. Als ersten der Seven Summits erstieg er im Alter von zehn Jahren den Kilimandscharo, Afrika, kurz darauf den Mount Kosciuszko, Australien.
Ein Jahr später stand er auf den Gipfeln des Elbrus, Europa, des Aconcagua, Südamerika sowie des Mount McKinley, Nordamerika. Hintergrund sei die Idee, andere Kinder aufzurufen, selbstgesteckte erreichbare Ziele zu verfolgen und über sich hinauszuwachsen: „Ich tue das, um andere Kinder zu inspirieren, nach draußen zu gehen und sich Ziele fürs Leben zu setzen“, erläuterte er seine Absichten.
Am 22. Mai 2010 bestieg er erfolgreich den Mount Everest und ist somit der bisher jüngste Mensch, der je den höchsten Punkt der Erde erreicht hat. Er folgte  mit seinem Vater Paul und seiner Stiefmutter Karen Lundgren  der  tibetischen Nordroute zum Gipfel, da die nepalesischen Behörden an Jugendliche unter 16 Jahren keine Erlaubnisse erteilen. Bisheriger Rekordhalter war Temba Tsheri aus Nepal gewesen, der im Alter von 16 Jahren auf dem Gipfel gestanden hatte. Der zu Romeros Team gehörende Appa Sherpa feierte mit seiner  20. Everest-Besteigung ebenfalls einen Rekord.
Als letzten noch offenen Gipfel der Seven Summits erreichte der junge US-Amerikaner am 24. Dezember 2011 den 4.892 Meter hohen Gipfel des Mount Vinson in der Antarktis. Damit ist er auch der jüngste Bergsteiger, der auf den höchsten Gipfeln aller Kontinente stand.